# Lavinia Williams
Lavinia Williams (2 juillet 1916 - 19 juillet 1989), également connue sous son nom de femme mariée Lavinia Williams Yarborough, est une danseuse et enseignante de danse afro-américaine qui a fondé des écoles nationales de danse dans plusieurs pays des Caraïbes.

## Biographie
Grace Lavinia Poole Williams naît le 2 juillet 1916 à Philadelphie, Pennsylvanie, deuxième d'une fratrie de six enfants, dans une famille d'origine antillaise. Elle grandit à Portsmouth, Virginie et à Brooklyn. Elle étudie à la Washington Irving High School (en) puis à la Art Students League of New York, où elle rejoint l'American Negro Ballet Company (en), commençant sa carrière dans un certain nombre de compagnies de danse et de productions théâtrales,.
Ses genres de prédilection étaient le ballet classique, la danse traditionnelle, la danse moderne, les comédies musicales et, surtout les danses caribéennes qu'elle maîtrise dans les années 1940 en travaillant avec Katherine Dunham. Elle passe presque toute la période de 1953 à la fin des années 1980 à enseigner la danse et à fonder et développer des écoles nationales de danse en Haïti, en Guyane et aux Bahamas.
Elle passe la plupart des dernières années de sa vie à enseigner à New York, mais elle quitte les États-Unis pour Haïti en février 1984. 
Le New York Times rapporte qu'elle est morte d'une crise cardiaque à Port-au-Prince le 19 juillet 1989 bien que plusieurs autres sources  et Beryl Campbell parlent « d'une sorte d'intoxication alimentaire » comme cause de sa mort. Diana Dunbar, amie et étudiante de Lavinia, a organisé ses funérailles.

## Vie privée
Williams épouse Léon Theremin au milieu des années 1930. En 1938, Theremin retourne soudainement en Union soviétique où il est emprisonné puis envoyé dans un camp de travail. Williams ne l'a jamais revu.
Lavinia rend visite à Clara Rockmore en 1974 et exprime sa joie de découvrir que Theremin est toujours en vie ; peu de temps après elle et Theremin commencent à correspondre, Theremin proposant même le remariage.
Elle épouse Shannon Yarborough à la fin des années 1940 et ils ont deux filles, Sharron et Sara. La fille cadette, Sara Yarborough-Smith, a suivi les traces de sa mère en tant que danseuse professionnelle avec l'Alvin Ailey American Dance Theatre, le Dance Theatre of Harlem et le Robert Joffrey Ballet entre autres.

## Publications
- Elle a écrit une brochure de 49 pages Haiti Dance[10]  imprimée par Brönners Druckerei en 1959.
- Elle a écrit divers autres petits pamphlets sur la danse, par exemple : Ballets d'Haïti: Bamboche creole ou Dances of the Bahamas & Haiti, 1980, 12 pages.